# Чемпионат Европы по шоссейному велоспорту 2016 — индивидуальная гонка (юниорки)
Индивидуальная гонка среди юниорок на Чемпионате Европы по шоссейному велоспорту прошла 14 сентября 2016 года.  Дистанция составила 12.7  км. В гонке участвовала 41 спортсменка

Титул чемпионки Европы  завоевала итальянская велогонщица Лиза Морценти, показавшая время 19' 02.04". На втором месте итальянка Алессия Вигилиа (+ 14.62"), на третьем -  велогонщица из Франции Жюльетт Лабу (+ 22.54").

### Итоговая классификация
| Место | Участник          | Страна           | Время      |
| ----- | ----------------- | ---------------- | ---------- |
| 1 -   | Лиза Морценти     | (Италия)         | 19' 02.04" |
| 2 -   | Алессия Виджилиа  | (Италия)         | + 14.62"   |
| 3 -   | Жюльетт Лабу      | (Франция)        | + 22.54"   |
| 4     | Джессика Робертс  | (Великобритания) | + 42"      |
| 5     | Мария Новолодская | (Россия)         | + 44"      |
| 6     | Карлейн Свинкелс  | (Нидерланды)     | + 44"      |
| 7     | Генриетта Колборн | (Великобритания) | + 47"      |
| 8     | Анн-Софи Харш     | (Люксембург)     | + 51"      |
| 9     | Симоне Эг         | (Дания)          | + 1' 00"   |
| 10    | Криста Риффел     | (Германия)       | + 1' 01"   |
|       |                   |                  |            |
| 12    | Карина Касенова   | (Россия)         | + 1' 14"   |